# Armando Jaime
Armando Jaime, también conocido como  “El Kolla Jaime” fue un obrero y dirigente sindical argentino del sector de la producción del vestido.  Nació el 9 de octubre 1932 en la ciudad de Salta, en el seno de una familia pobre. Falleció en 2018. Ateo desde joven fue considerado un hombre de la izquierda  revolucionaria peronista.

## Familia
Su padre era obrero panadero, simpatizaba con el anarquismo y había trabajado con Juan Riera, otro anarquista muy conocido que había difundido sus ideas en la provincia salteña. Su madre, muy católica, era ama de casa y laboraba a veces en el campo.
Armando primero fue obrero  del sector vestidos  y luego maestro de escuela en Santa Victoria, un departamento provincial al que debía entrarse a lomo de mula y que en ese entonces estaba manejado por Robustiano Patrón Costa, que era el dueño  del ingenio azucarero “El Tabacal”.  De muy joven  Jaime comenzó a interesarse por la lectura a través de libros y publicaciones anarquistas que llegaban a su casa.

## Militancia peronista
Armando Jaime  y  su padre se sumaron al peronismo.  Para 1950 ya era parte de la incipiente Juventud Peronista de la época y a nivel provincial seguía a la fracción del peronismo que lideraba el enfermero Don Carlos Hamena, vicegobernador y luego gobernador de la provincia. Armando Jaime organizó varias unidades básicas peronistas  y también una asociación campesina que pidió al gobierno la entregara de tierras, sin éxito.

### La resistencia peronista
El golpe de Estado que derrocó a Perón en 1955   cambió la  vida de Armando Jaime . Lo dejaron cesante y fue perseguido por  su actividad política . Debió irse a Tucumán donde se vinculó al Comando “17 de Octubre” de la Resistencia Peronista que entre otros menesteres pintaban el “Perón Vuelve” (PV)  en las paredes y metían “caños”, es decir, pequeños explosivos caseros.   Siempre aclaró Jaime, que se hacía todo  de manera casera y a pulmón: se buscaban mechas, fulminantes, gelinita, dinamita y que había algunos que hasta apretaban la mecha y los fulminantes con los dientes o temerariamente, se amasaba la gelinita con las manos para meterla luego dentro del caño.

### En la CGT de Salta
Armando Jaime en 1958 regresa a Salta y comienza a trabajar dentro de la CGT local, haciendo todo tipo de tareas: agitación, propaganda y acciones  directas como  huelgas y piquetes.  Jaime no fue secretario general de la CGT clasista como se afirma en muchas publicaciones sino que fue asesor político.   Jaime creía que había que  construir un partido peronista de la clase obrera y de agrupaciones clasistas y combativas dentro del movimiento obrero que fueran conquistando las direcciones sindicales. Fue fundador del  Movimiento Revolucionario Peronista (MRP) y después en el Frente Revolucionario Peronista (FRP), donde la organización era clandestina y celular  con fuerte presencia en Salta y Tucumán.   

### Episodio de los reyes belgas
Durante la presidencia de Arturo H. Illia (1963-1966) y la gobernación salteña a cargo de Ricardo Durán  los reyes de Bélgica  visitaron  Salta en noviembre de 1965.  Armando Jaime y su gente se enteraron que la misión de los reyes era en realidad la de traer colonos belgas  que habían sido echados del Congo  con el fin de reinsertarlos en aquella provincia norteña. Los reyes belgas llegaron a Salta y se encontraron con chicos que les daban la bienvenida con globos que tenían la cara y el nombre de Patrice Lumumba, el líder africano que logró la independencia  del Congo. Se quemó una bandera del reino de Bélgica, siendo acusado sin fundamentos por este hecho Armando Jaime y otros  de sus compañeros que debieron permanecer un año y seis meses presos. Estuvieron presos desde noviembre de 1965 a enero de 1967 en la cárcel de Villa Las Rosas.  Jaime siempre contaba que la sacaron barata, porque el fiscal había pedido 8 años alegando que los acusados querían provocar una guerra con Bélgica.

### EL FRP
Las publicaciones del FRP  fueron  “El vocero popular” y “El Cabecita Negra”. EL FRP se consideraba  como un partido obrero en construcción, ideológicamente marxista y en su estilo de organización leninista.  La palabra peronista tenía que ver con la procedencia ideológica de sus fundadores. Su fundó el 18 de marzo  de 1966 en una cárcel en la provincia de Salta. Los fundadores fueron Armando Jaime y  Juan Carlos Salomón y el objetivo era realizar una revolución. Sus consignas eran el retorno de Perón a la Argentina, la liberación nacional y la revolución social.  El FRP tenía un brazo sindical ,una  rama estudiantil , otra indígena y una rama armada que se llamaba Ejército Libertador Nacional que era una estructura paralela que dependía del partido.  
En Salta Armando Jaime  y  el FRP apoyaron a la agrupación Lealtad y Lucha encabezada por  Miguel Ragone    quien fue luego gobernador provincial durante el tercer gobierno peronista (1973-1976). Para apoyarlo se creó  la Lista Verde. Jaime y sus compañeros reivindicaron el  Programa  de Huerta Grande. También fue un interlocutor válido de John William Cooke, considerado padre de la izquierda revolucionaria peronista. Ambos consideraban que la clase obrera era la base humana y fundamental del peronismo y que el esfuerzo de los peronistas revolucionarios era tratar de lograr la independencia de la misma de la influencia frenadora del sector burgués  del peronismo.

### Gobierno de Onganía
Durante la dictadura de Onganía, a partir de 1966, no la pasó mejor: realizó una intensa tarea agitativa, fue uno de los primeros integrantes de la CGT de los Argentinos, participó en la tentativa de coordinación del peronismo revolucionario realizada en Córdoba en enero de 1969 y promovió y participó activamente en las movilizaciones que se llevaron a cabo en Salta en solidaridad con el Cordobazo. La dictadura militar en 1971 lo  metió preso.  Fue torturado  durante 5 días en la delegación Santa Fe de la Policía Federal, Trasladado a distintas cárceles, fue liberado en las jornadas del 25 y 26 de mayo de 1973,cuando asumió Cámpora.  

### Tercera presidencia de Perón
Con la llegada a la presidencia de Perón las diferencias de Armando Jaime  con el peronismo oficial se profundizaron . Armando Jaime y su grupo se opusieron al giro hacia la derecha  realizado por el gobierno de Perón y luego a la políticas de la presidenta  María Estela Martínez de Perón y el ministro José Lopez Rega.  Jaime logró  conformar con éxito la CGT Clasista de Salta. Participó de la formación del Frente Antiimperialista y por el Socialismo (FAS)  donde fue su presidente .  Fue considerado  para  integrar ar una fórmula comicial con el obrero cordobés  Agustín Tosco en las elecciones nacionales  de septiembre de 1973, una iniciativa que finalmente   no se concretó.  En 1973 sectores de la derecha peronista toman la casa de gobierno de Salta luego del asesinato del dirigente sindical Rucci.  Armando Jaime participa en la recuperación de la misma. Armando Jaime apoyó al gobernador Miguel Ragone que fue desplazado por sectores de derecha del gobierno  peronista en 1974. El gobierno de Salta fue intervenido por el gobierno nacional. Armando Jaime pasa a la clandestinidad ante las amenazas de la Triple A y el asesinato de varios de sus compañeros.     

### Nueva detención
A principios de marzo de 1974,  Armando Jaime fue  detenido  en Perico del Carmen-Jujuy,  por  una causa que se remontaba al año 1969, derivada del asalto a un camión pagador del Ingenio Ledesma, cuyos dueños eran  la familia  Blaquier.

### Dictadura de 1976  y exilio
Llegada una nueva dictadura cívico-militar en 1976 con el general Videla a la cabeza,  Armando Jaime se vio obligado a exiliarse, en varios países latinoamericanos y en España. En Suecia, Jaime organizó comités que denunciaron el terrorismo de Estado de la dictadura argentina  a través de la dirección de Trabajadores y Sindicalistas Argentinos en el Exilio (TySAE).

### Retorno a la Argentina
De regreso a la patria fue un importante testigo en los juicios por crímenes de lesa humanidad llevados adelante  en  los gobiernos de Néstor Kirchner y Cristina Fernández de Kirchner. En  2017, la Cámara de Diputados de Salta le rindió homenaje póstumo sin saber que aún no  había fallecido.    En sus últimos años militó en el Movimiento por la Unidad Latinoamericana  y el Cambio Social.

## Fallecimiento
A los 85 años, en enero de 2018,  Armando Jaime, con un cáncer diseminado en varios órganos y necesitado de diálisis y transfusiones constantes, fue rebajado de categoría en el PAMI de Salta. En consecuencia, su familia fue informada de que se le retiraría la silla de ruedas, el colchón antiescara, el tubo de oxígeno y la enfermera de atención nocturna.   Falleció     el 3 de febrero de 2018. Una guardia compuesta por compañeros y amigos de toda su vida,  participaron del entierro, previo velatorio ornamentado con banderas revolucionarias y globos rojos.